# R3hab
Fadil El Ghoul (* 2. dubna 1986), známý jako R3hab (psáno R3HAB), je nizozemsko-marocký diskžokej a hudební producent. Narodil se ve městě Breda do rodiny marockého původu. Je autorem remixů písní mnoha interpretů, včetně Katy Perry, Lady Gaga a Calvina Harrise. Rovněž vydal řadu vlastních písní, často ve spolupráci s dalšími interprety. V roce 2012 začal moderovat vlastní rozhlasový pořad nazvaný „I NEED R3HAB“ na stanici SiriusXM. Vystupoval v mnoha státech po celém světě, mimo evropských zemí například v Austrálii či ve Spojených státech amerických.

## Diskografie
- Trouble (2017)
- The Wave (2018)